# Выспяньский, Франтишек
Франтишек Выспяньский (пол. Franciszek Wyspiański) (26 сентября 1836, Львов — 10 ноября 1901, Краков) — польский скульптор и фотограф, отец Станислава Выспяньского.

## Биография
Франтишек Выспяньский родился в семье Игнация Яна Выспяньского (1805—1875) и Виктории Гонгульской (1812—1886), у него были два брата: Антони (1845—1917) — почтовый чиновник, и Бронислав (1854—1924) — фотограф, проживавший в Бохни, а также сестра Албина (1843—1931).
Будучи сыном австрийского налогового чиновника, он провел свое детство и юность, путешествуя почти по всей Галисии со своими родителями и всей семьей. Проведя несколько лет в своем родном городе Львове, он поселился в Хваловицах под Львовом (здесь родилась его сестра Альбина), затем в Куриловке (здесь родился его брат Антони), затем в Вадовицах (где в 1851/1852 учебном году он посещал младшую реальную школу) ) и, наконец, в Кракове в 1852 году
Учился в Отделении Живописи и Скульптуры при Техническом Институте в Кракове, в мастерской Генрика Коссовского. Дебютировал ещё студентом в 1859 г. на выставке, организованной Обществом любителей изобразительных искусств, где представил два бюста: женщины и мужчины. Продолжил образование в Вене и Париже. Дружил с Яном Матейко, Владиславом Лущкевичем, Александром Котсисом.
Его скульптуры изображали королей, святых (в том числе св. Яна из Кент для костёла св. Анны в Кракове), художников и учёных, например Яна Длугоша (создана в 1880 г. к 400-летию со дня  смерти летописца, затем подарена вновь созданному Национальному музею в Кракове). В 1857—1870 создавал для Юлюша Флоркевича изваяния для украшения парка при замке в Млошова, в том числе памятник Яну III Собескому (не сохранившийся до наших времён) по образцу памятника из варшавских Лазенок.
25 апреля 1868 Выспяньский женился на Марии Роговской, 15 января 1869 родился их сын Станислав, а в 1871 году — Тадеуш (умер в 1875). В 1876 г. умерла его жена, сын Станислав был взят для дальнейшего воспитания свояченицей — Иоанной Станкевич. Художник всё больше погружался в порок алкоголизма. 4 января 1892 г., после вмешательства Станкевичей, был помещён в Приюте для убогих им. Хелцлов, где прозябал 10 лет. Его могила не сохранилась до сего дня. Сохранились несколько фотографий и два портрета авторства Станислава Выспяньского — один, датируемый 1894—1895 годом, находится в Национальном музее в Варшаве, другой, 1900 года, является частной собственностью.

### Разногласия
Принято считать, что Франтишек Выспяньский занимался и фотографией, однако, по мнению Ванды Моссаковской, Франтишек Выспяньский — фотограф и Франтишек Выспяньский — скульптор не одно и то же лицо (хотя, возможно, дальнее родственники). Фотограф с таким же именем и фамилией в 60-х XIX в. держал фотографическую мастерскую в Кракове, а также работал в Крыницы, Щавницы и Новы-Сонч. В своём ателье он фотографировал, в числе прочих, Винцентия Рапацкого, к тому же делал снимки с пейзажами Пьенин (в 1869 показывал их на медицинско-естествоведческой выставке в Кракове).

## Сохранившиеся скульптуры
- Фигура Божией Матери (с портретными чертами жены) из 1868 г.
- Статуя Каетана Флоркевича 1870 г., фигура св. Флоряня, а также повреждённая статуя (корпус без головы) колдуньи Кашки — с авторскими сигнатурами, находящиеся в дворцовом парке в Млошова
- Мраморная статуя Каетана Флоркевича 1877 г. в Костёле св. Пётра и Павла в Кракове
- Бюст Йосифа Варшевича в Ботаническом саду в Кракове
- Скульптура ребёнка 1878 года, заказанная как надгробная плита, на кладбище в Рудаве
- Памятник-скамейка Юзефа Игнатия Крашевского в Крыница-Здруй.

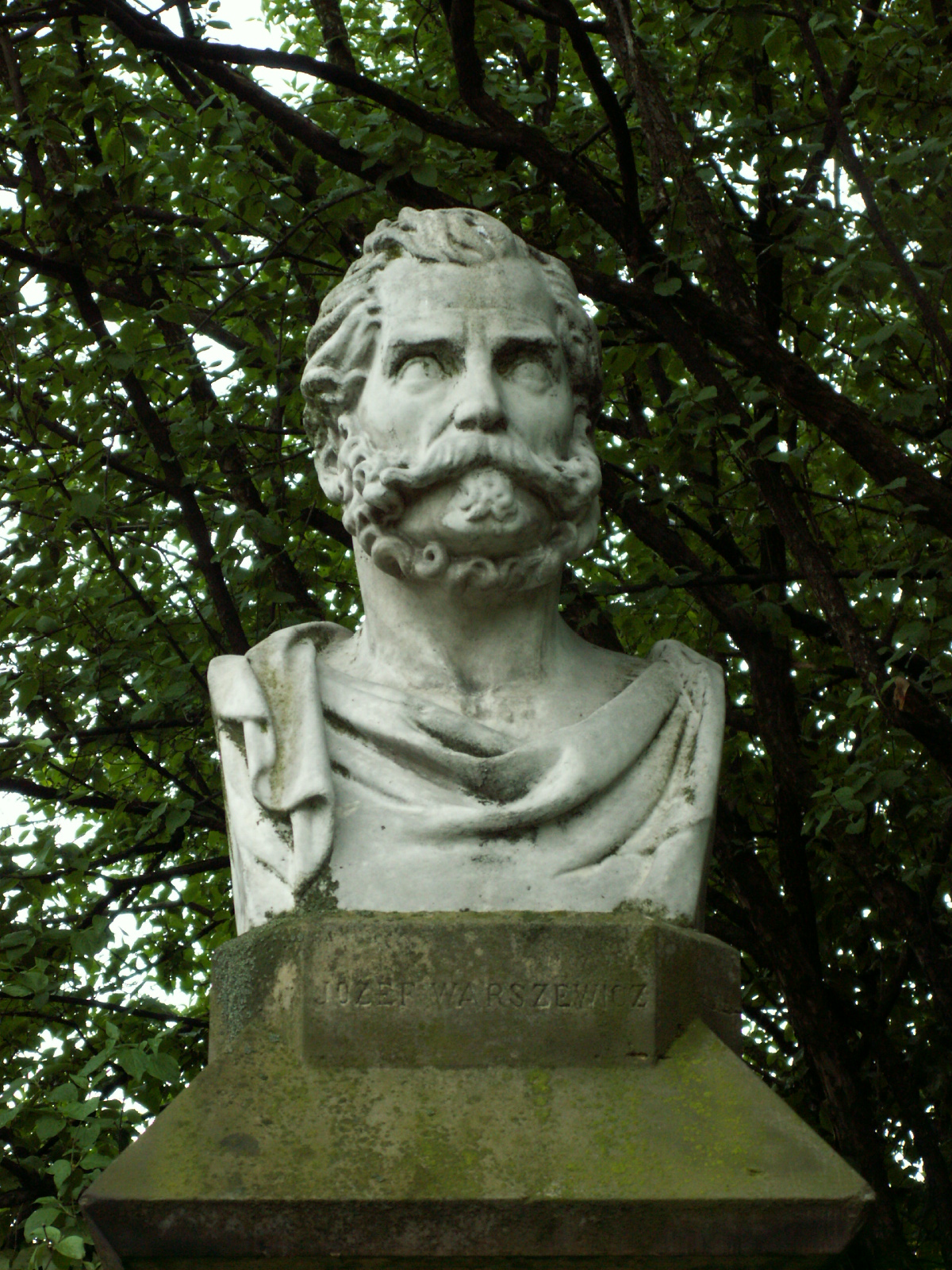
Бюст Иосифа Варшевича в Краковском ботаническом саду
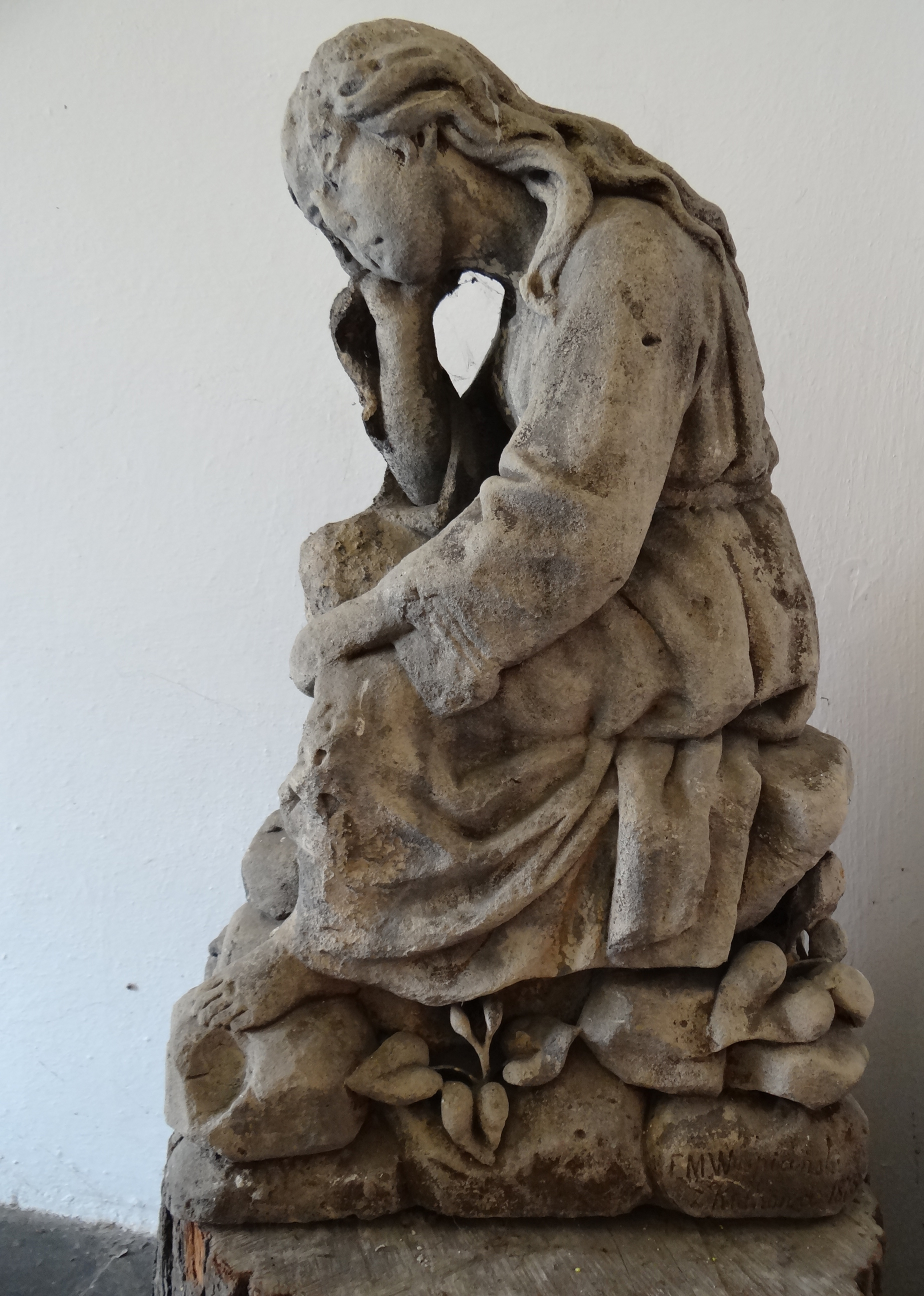
Скульптура ребёнка на кладбище в Рудаве